# Gediminas
Gediminas (latinsko Gedeminne, Gedeminnus) je bil od leta 1315 ali 1316 do svoje smrti litovski velik knez. * okoli 1275, † december 1341, Raudonė, Velika litovska kneževina.
Gediminasu se pripisuje ustanovitev litovske kneževine in širitev njenega ozemlja, ki se je kasneje raztezalo od Baltskega do Črnega morja. Kot eden od najpomembnejših posameznikov v zgodnji zgodovini Litve je bil zaslužen tako za gradnjo Vilne, glavnega mesta Litve, kot za ustanovitev dinastije Gediminovičev, ki je kasneje vladala tudi drugim evropskim državam, kot so Poljska, Ogrska in Češka. Slovel je tudi kot zagovornik poganstva, ki je s spretnimi pogajanji s papežem in drugimi krščanskimi vladarji uspešno odbijal poskuse pokristjanjevanja svoje kneževine.

## Življenje

### Poreklo
Rojen je bil okoli leta 1275. Pisni viri iz tistega obdobja so zelo skromni, zato so njegov rod, zgodnje življenje in prevzem naslova velikega kneza okoli leta 1316 nejasni in še naprej predmet znanstvenih razprav. 
Različne teorije trdijo, da je bil Gediminas bodisi sin svojega predhodnika velikega kneza Vitenisa, njegov brat, njegov bratranec ali njegov hlevar. Več stoletij sta krožili le dve različici njegovega porekla. Kronike, ki so jih dolgo po Gediminasovi smrti napisali tevtonski vitezi, dolgoletni sovražnik Litve, so trdile, da je bil Gediminas Vitenisov hlevar. Po teh kronikah je ubil svojega gospodarja in prevzel njegov prestol. Druga različica, predstavljena v litovskih kronikah, ki se je pojavila tudi dolgo po Gediminasovi smrti, je razglašala, da je bil Gediminas Vitenisov sin. Ker sta bila moška skoraj enakih let, je trditev zelo malo verjetna.
Nedavne raziskave kažejo, da je bil Gediminasov prednik morda Skalmantas. Leta 1974 je zgodovinar Jerzy Ochmański zapisal, da Zadonščina, pesnitev s konca 14. stoletja, vsebuje vrstico, v kateri Algirdasova sinova imenujeta svoje prednike: "Sva brata – Algirdasova sinova in Gediminasova vnuka in Skalmantasova pravnuka". To odkritje je privedlo do prepričanja, da je bil Skalmantas dolgo iskani prednik Gediminovičev. Ochmański je trdil, da je pesem preskočila generacijo, ki jo predstavlja Butvidas, in skočila nazaj k neznanemu predniku. Baranauskas se s tem ne strinja, saj meni, da je bil Skalmantas Butvidasov brat in ne njegov oče, in da sta bila Vitenis in Gediminas zato bratranca.
Gediminas je postal veliki knez leta 1316, star okoli 40 let, in vladal 25. let. Nemški visi ga naslavljajo tudi z Rex de Owsteiten, se pravi kralj Aukštaitija.

### Izbiranje vere
Nasledil je obsežno ozemlje, ki je obsegalo samo Litvo, Samogitijo, Navagrudak, Podlasje, Polock in Minsk. Vse te posesti so obkrožali Tevtonski vitezi in Livonski red, ki so bili že dolgo časa sovražniki države. Gediminas je zato leta 1319 sklenil zavezništvo s Tatari proti Tevtonskemu redu.
Sistematični napadi vitezov na Litvo pod pretvezo, da jo spreobrnejo v krščanstvo, so že zdavnaj združili vsa litovska plemena, vendar je Gediminas želel ustanoviti dinastijo, ki bi Litvo naredila ne le varno, ampak tudi močno, in je v ta namen začel neposredna diplomatska pogajanja tudi s Svetim sedežem. Konec leta 1322 je poslal papežu Janezu XXII. več pisem s prošnjo za zaščito pred napadi vitezov in ga obvestil o privilegijih, ki so jih v Litvi že podelili dominikancem in frančiškanom za oznanjevanje krščanske vere. Gediminas ga je tudi prosil, naj mu pošlje veleposlanike, da bi ga krstili. Njegove pobude je podprl riški nadškof Frederic Lobestat. Po teh dogodkih je bil med Litovsko kneževino in Livonskim redom 2. oktobra 1323 sklenjen mir.
Ko je prejel papežev ugoden odgovor, je Gediminas 25. januarja 1325 izdal okrožnico glavnim hanzeatskim mestom, v katerih je ponudil prost dostop v svoje domene možem vseh vrst in poklicev, od plemičev in vitezov do obdelovalcev zemlje. Priseljenci naj bi sami izbrali mesta za svoja naselja in jih upravljali po svojih zakonih. Povabljeni so bili tudi duhovniki in menihi, da bi zgradili cerkve v Vilni in Navagrudaku. Oktobra 1323 so se v Vilni zbrali predstavniki riškega nadškofa, dorpatskega škofa, danskega kralja, dominikanskega in frančiškanskega reda ter veliki mojster tevtonskega reda. Ko je Gediminas potrdil svoje obljube in se zavezal, da bo krščen takoj ko bodo prišli papeževii veleposlaniki, je bil v Vilni v imenu celotnega krščanskega sveta podpisan sporazum med Gediminasom in delegati, ki je potrdil obljubljene privilegije.
Gediminasov napad na Dobrzyń, zadnjo pridobitev vitezov na poljskih tleh, je bil dober povod za napad nanj. Pruski škofje, predani vitezom, so na Elbinški sinodi podvomili v iskrenost Gediminasovih pisem in ga obsodili kot sovražnika vere. Njegovo pravoslavni državljani so mu očitali, da se nagiba k latinski herezi, poganski Litovci pa, da je zapustil starodavne bogove. Gediminas je svoje težave rešil tako, da je preklical svoje prejšnje obljube, zavrnil sprejem papeževih legatov v Rigi septembra 1323 in pregnal frančiškane z njihovih posesti.
Ti ukrepi, ki so bili korak nazaj, so preprosto pomenili, da je bil poganski element še vedno najmočnejša sila v Litvi in se mu v prihajajočem boju za narodnost še ni bilo mogoče odpovedati. Čeprav je bila oblast trdno v rokah poganov, je v njegovem kraljestvu živelo več kot dvakrat več pravoslavnih kristjanov kot poganov.
Gediminas je hkrati preko svojih veleposlanikov zasebno obvestil papeške legate v Rigi, da ga je težki položaj v državi prisilil, da je odložil svojo trdno odločenost za krst. Legati so mu izkazali zaupanje s tem, da so sosednjim državam za štiri leta prepovedali vojno proti Litvi, in ratificirali sporazum, sklenjen med Gediminasom in riškim nadškofom. Livonski red je, ne glede na kritike cerkve, nadaljeval vojno z Gediminasom tako, da je umoril enega od njegovih delegatov, ki so bili poslani pozdraviti velikega mojstra ob njegovem prihodu v Rigo leta 1325. Gediminas je medtem izboljšal svoj položaj z zavezništvom s poljskim kraljem  Vladislavom I. in dal krstiti svojo hčer Adono, da bi jo lahko zaročil z Vladislavovim sinom Kazimirjem III.
Britanski zgodovinar Stephen Christopher Rowell je prepričan, da Gediminas nikoli ni nameraval postati kristjan, ker bi s tem užalil trdovratne poganske prebivalce Emaitije in Aukštaitije. Tako pogani Aukštaitije kot pravoslavni Rusini so Gediminasu grozili s smrtjo, če bi se odločil spreobrniti. Podoben scenarij se je zgodil tudi Mindaugasu, zato se mu je Gediminas želel na vsak način izogniti. Gediminasova strategija je bila pridobiti podporo papeža in drugih katoliških sil v svojem spopadu s tevtonskim redom, tako da je katolikom v svojem kraljestvu podelil ugoden status. Katoliški duhovščini je dovolil, da služi njegovim katoliškim podložnikom in prišlekom, hkrati pa je surovo kaznoval vsak poskus spreobrnitve poganskih Litovcev ali žalitve njihove domače vere. V letih 1339-1340 je ukazal usmrtil dva frančiškana iz Češke, Ulricha in Martina, ki sta presegla podeljena pooblastila in javno pridigala proti litovski veri. Gediminas jima je ukazal, naj se odrečeta krščanstvu, ker sta to zavrnila, pa so ju ubili. Leta 1369 je bilo zaradi istega kaznivega dejanja usmrčenih še pet bratov.
Kljub temu, da je bil Gediminasov glavni cilj rešiti Litvo pred uničenjem pod oblastjo Nemcev, je umrl kot pogan, ki je vladal v polpoganskih deželah. Enako navezan je bil na svoje poganske sorodnike v Samogitiji, na svoje pravoslavne podložnike v Belorusiji in na svoje katoliške zaveznike v Mazoviji, zato še vedno ni jasno, ali so bila pisma, poslana papežu, dejanska zahteva za spreobrnitev ali zgolj diplomatski manever.
Judovska skupnost v Litvi je med njegovim vladanjam cvetela.

### Osvajanje rusinskih dežel
Varen pred svojimi severnimi sovražniki je Gediminas od leta 1316 do 1340 širil svoje ozemlje na račun številnih rusinskih kneževin na jugu in vzhodu. Nenehni medsebojni spopadi med kneževinami so povzročili propad vseh. Gediminasov zmagoviti napredek je bil neustavljiv, vendar zaradi maloštevilnih in nasprotujočih si virov težko sledljiv. Datumi posameznih dogodkov so zelo vprašljivi. Eno od najpomembnejših ozemeljskih pridobitev, Gališko-volinsko kneževino, je pridobil s poroko sina Lubarta s hčerko gališkega kneza.
Okoli 23 km jugozahodno od Kijeva je ob reki Irpin domnevno porazil Stanislava Kijevskega in njegove zaveznike. Nato je oblegal in osvojil Kijev. Stanislav, zadnji potomec vladajoče kijevske dinastije Rurik, je moral v izgnanstvo, najprej v Brjansk in nato v Rjazan. Oblast v Kijevu sta prevzela Gediminasov brat Teodor in Algimantas iz družine Olšanski. Po teh osvajanjih se je Litva razširila do Črnega morja.
Gediminas, ki je spretno izkoristil šibkost Rusinov po mongolski invaziji, se je modro izogibal vojni z Zlato hordo, ki je bila takrat velika regionalna sila. Svoj položaj je utrdil z zavezništvom z nastajajočo Moskovsko veliko kneževin, tako da je svojo hčer Anastazijo poročil z velikim knezom Simeonom. Tudi brez tega je bil dovolj močan, da je uravnotežil vpliv Moskovije v severni Rusiji, in pomagal republiki Pskov, ki je priznala njegovo nadvlado, da se je odcepila od Velikega Novgoroda.

### Notranje zadeve
Gediminasova notranja politika je kazala na modrega vladarja. Varoval je tako katoliško kot pravoslavno duhovščino, dvignil učinkovitost litovske vojske na najvišjo možno raven, branil svoje meje z verigo močnih utrdb in zgradil številne gradove v mestih, vključno z Vilno. Za prestolnico je sprva izbral novozgrajeno mesto Trakai, okoli leta  1320 pa je ustanovil Vilno in jo izbral za novo prestolnico.

## Smrt in nasledstvo
Umrl je umrl leta 1341, verjetno ubit med državnim udarom. Leta 1342 je bil upepeljen v poganski slovesnosti, ki je vključevala tudi človeško žrtvovanje. Na grmadi so skupaj z njim upepelili njegovega najljubšega služabnika in več gernamskih sužnjev. Obred kaže, da je Gediminas najverjetneje ostal v celoti zvest svoji domači litovski veri in da je bilo njegovo zanimanje za katolištvo preprosta zvijača, namenjena pridobivanju zaveznikov proti Tevtonskemu redu.
Nasledil ga je sin Jaunutis, ki ni mogel obvladovati nemirov v državi, zato ga je brat Algirdas leta 1345 odstavil.

## Zapuščina
Gediminas je bil ustanovitelj nove litovske dinastije Gediminovičev in mogočne litovske države.
Na spomeniku Tisočletnica Rusije, odkritem v Velikem Novgorodu leta 1862, je tudi njegov kip.
V sodobnem zgodovinopisju ga obravnavajo tudi kot ustanovitelja sodobne litovske prestolnice Vilne. Po legendi, ki je morda nastala leta 1322, je Gediminas na lovu sanjal o v železo oblečenem volku, ki je stal na hribu in zavijal, kot bi zavijalo tisoč volkov naenkrat. O svojem videnju se je posvetoval s svojo svečenico Lizdejko, ki mu je povedala, da sanje govorijo o mestu, ki ga je treba zgraditi na točno določenem mestu. Gediminas se je odločil zgraditi utrdbo na sotočju rek Vilnia in Neris, kraju njegovega videnja. Ta dogodek je navdihnil romantike, zlasti Adama Mickiewicza, da je zgodbi dal poetično obliko.
Gediminas je upodobljen na srebrnem litasu, izdanem leta 1996.
Litovska ljudska glasbena skupina Kūlgrinda je leta 2009 izdala album z naslovom Giesmės Valdovui Gediminii, kar pomeni Himne vladarju Gediminasu.
Gediminas je v Litvi zelo priljubljeno moško ime. 
V Belorusiji se kot Hiedimin ali Gegimin slavi kot pomembna osebnost iz njihove zgodovine.
Septembra 2019 je bil odkrit Gediminasov spomenik v Lidi.

## Naslovi
V latinščini se je Gediminas običajno naslavljal z Gedeminne Dei gratia Letwinorum et multorum Ruthenorum rex, kar se prevaja kot Gediminas, po božji milosti kralj Litovcev in mnogo Rusinov.
Naslavljali so ga tudi z Rex paganus Lytaonie, Illustri principi domino Gedemynde Dei gratia Lethwinorum Ruthenorumque regi, regem Lithuaniae Godemunde Dei gratia Lethwinorum Ruthenorumque regi, item predecessor noster rex Viten, Gedeminne Dei gratia Letphanorum Ruthenorumque rex, princeps et dux Semigallie, in civitate nostra regia dicta Vilna, civitate nostra regia Vilna, sub speciali forma et sigillo regio regis Letphanorum presentaverunt, S DEI GRACIA GEDEMINNI Lethwinor et Rutkenor Reg, rex Litwinorum, illustris domini Regis Letwinorum, Ghodeminne de koningh van Lettowen, Gedeminne Letwinorum et multorum Ruthenorum rex, et Olgherdem, Keystutten fratres reges Lethovie, kunge der Littouwin, koning Gedeminne van Lettowen in Gedeminne de koninge van Lethowen.
V svojih pismih papežu leta 1322 in 1323 je k naslovu dodal Princeps et Dux Semigalliae, Knez in vojvoda Semigalije. V sodobni spodnji nemščini se je naslavljal preprosto Koningh van Lettowen, kar ustreza latinskemu Rex Lethowyae. Oboje pomeni kralj Litve.
Gediminasova pravica do uporabe latinskega naslova rex, ki ga je papeštvo uveljavljalo od 13. stoletja naprej, v katoliških virih ni bila splošno priznana. V enem od virov so ga imenovali rex sive dux - kralj ali vojvoda. Papež Janez XXII. je v pismu francoskemu kralju Gediminasa označil za "tistega, ki se imenuje kralj", ko je nagovarjal njega samega, pa ga je naslavljal z Gediminas rex.

## Otroci
Natančno število Gediminasovih žena ni znano. Bihovska kronika omenja tri: Vido iz Kurlandije, Olgo iz Smolenska in Jevno iz Polocka, ki je bila pravoslavne vere in umrla leta 1344 ali 1345.  Večina sodobnih zgodovinarjev omenja samo Jevno. Vido in Olgo imajo za izmišljeni ženi, ker nista omenjeni v nobenem drugem viru.
Domnevo, da je imel Gediminas dve ženi, eno poganko in drugo pravoslavno, podpira le Jüngere Hochmeisterchronik, kronika iz poznega 15. stoletja, ki omenja Narimantasa kot Algirdasovega polbrata. Idejo o dveh ženah nekateri zgodovinarji podpirajo, ker je z njo mogoče pojasniti Gedimiasovo nenavadno izbiro srednjega sina Jaunutisa za svojega naslednika. Jaunutis je bil namreč prvorojenec Gedimiasovove druge žene.
On sam je trdil, da ima sedem sinov in šest hčera.
- Manvidas (Kernavska vojvodina) (ok. 1288–1348)
- Narimantas (Pološka vojvodina)
- Karijotas (Navgrudaška vojvodina, Črna Rutenija)
- Jaunutis (Zaslavska vojvodina), po očetovi smrti veliki knez
- Algirdas (Vitebska vojvodina), veliki knez
- Kęstutis (Trakajska vojvodina in protektorat Smogitska vojvodina), veliki knez
- Vitautas, veliki knez
- Marija, poročena z Dimitrijem Tverskim
- Aldona, poročena s kraljem Kazimirjem I. Poljskim
- Aigusta Anastazija, poročena s Simeonom Moskovskim
- Elžbieta, poročena z Venčeslavom Płoškim
- Eufemija, poročena z Boleslavom-Jurijem II. Gališkim
- Liubartas, Luška vojvodina, Volinija)